# N7 (Zuid-Afrika)
De N7 is een nationale weg in Zuid-Afrika. De weg loopt van Kaapstad naar Vioolsdrif aan de grens met Namibië.